# Сергеев, Алексей Викторович
Алексей Викторович Сергеев (29 июля 1955, Москва, СССР — 4 августа 2017, Москва, Российская Федерация) —  деятель российских спецслужб, заместитель начальника Центра специального назначения (ЦСН) ФСБ России — начальник  Управления «С» (1999-2017), генерал-майор, участник и организатор многих   операций по освобождению заложников, нейтрализации террористов и по задержанию агентов иностранных спецслужб.

## Биография
Алексей  Сергеев родился 29 июля 1955 года в городе Москва. По национальности — русский. После окончания средней школы в 1972 году поступил в Московский институт инженеров железнодорожного транспорта на факультет «Мосты и тоннели». В 1977 году после окончания института  был направлен по распределению сменным инженером в Московский Метрострой.
В 1981 году поступил на службу в Комитет государственной безопасности на должность младшего оперуполномоченного Управления КГБ СССР по Москве и Московской области. В 1982 году по собственному желанию был переведён в Группу специального назначения «Альфа» КГБ СССР под руководством полковника  Г.Н. Зайцева в задачи которой входило проведение специальных операций по предотвращению террористических актов, нейтрализации террористов, освобождению заложников и т. д. Начиная  1983 года — неоднократно выезжал в зону боевых действий в Афганистане на боевую стажировку и для выполнения специальных заданий.
18—19 ноября 1983 года принял участие в операции  по освобождению заложников из захваченного самолета в Тбилиси. В результате операции пассажиры были освобождены, а преступники обезврежены.
20 сентября 1986 года  принял участие в операции  по освобождению заложников  захваченного самолета в аэропорту города Уфы. Вся операция по освобождению самолёта заняла не более восьми секунд. За участие в этой операции Алексей Сергеев получил свою первую награду медаль «За отвагу».
Во время Перестройки, Сергеев в составе группы «А» осуществлял  охрану Генерального секретаря ЦК КПСС М. С. Горбачёва и других руководителей СССР во время его зарубежных визитов в Дели (ноябрь 1986), Вашингтон (декабрь 1987) и Нью-Йорк (декабрь 1988), а также во время посещения им Красноярского края (сентябрь 1988).
10 мая 1989 года во время прогулки в СИЗО № 1 города Саратова четверо уголовников захватили двух женщин-контролеров, а затем еще и двух несовершеннолетних подследственных. Забаррикадировавшись, бандиты потребовали оружие, деньги, транспорт и возможность выезда за пределы области. Местными властями было принято решение удовлетворить требования бандитов, которые на «Рафике» вырываются в Саратов, долго петляют по улицам, а когда в машине заканчивается бензин, совершают разбойное нападение на владельца «Жигулей», захватывают еще одну заложницу. Это продолжается пять часов. В итоге преступники отрываются от преследовавших их машин милиции и скрываются в квартире знакомых одного из бандитов, взяв в заложники ее обитателей. После обнаружения преступников, дом был срочно  оцеплен. Однако в силу беспомощности местных органов правопорядка действовать пришлось сотрудникам Группы «А». Бойцы группы с помощью специального альпинистского снаряжения спустились с крыши и ворвались в окна захваченной квартиры, вторая группа вышибла дверь тараном. Один из бандитов, вооружённый пистолетом, успел сделать два выстрела, которые пришлись в бронещит. Группа захвата, пользуясь фактором внезапности, обезвредила бандитов. Никто из заложников не пострадал. Все участники операции были отмечены руководством страны и КГБ СССР, в их числе был и Сергеев награжденный орденом Красной Звезды и знаком «Почетный сотрудник госбезопасности».
В 1990 году по всему СССР начались антисоветские выступления, организованные сторонниками выхода республик из состава Союза и сопровождаемые многочисленными погромами и межэтническим насилием. Во избежание кровопролития группа «А» отправлялись в разные горячие точки. Так, с декабря 1989 по январь 1990 года они выполняли служебно-боевые задачи в зоне массового прорыва экстремистами и радикалами государственной границы Советского Союза с Ираном.
11 августа 1990 года в Сухуми семь уголовников  устроили драку с дежурными офицерами и, избив их, забрали ключи и выпустили 68 преступников, содержавшихся в изоляторе временного содержания. Сотрудники изолятора были захвачены в заложники, а в руках преступников оказалось огромное количество оружия — в подсобке изолятора хранилось более трёх тысяч единиц огнестрельного оружия. Преступники потребовали предоставить им  микроавтобус «РАФ»  для выезда из-за пределов изолятора и вертолёт для свободного вылета из Сухуми. 14 августа в Сухуми в составе группы «А»   во главе с полковником В. Ф. Карпухиным был направлен Сергеев, а также группа из учебного батальона спецназа  ОМСДОНа им. Ф. Э. Дзержинского, которым предстояло освободить заложников. Переговоры продлились двое суток, но результатов не принесли.  Обдумывая план спасения заложников, оперативники выяснили, что бандиты собирались сесть с заложниками в микроавтобус и на нём выехать к площади Ленина, где уже стоял вертолёт. Тем не менее, усилиями «Альфы» удалось и освободить всех заложников, и обезвредить преступников в микроавтобусе и в самом изоляторе. Сухумская операция не имеет аналогов в отечественной и в мировой практике. Имеется в виду применение подразделений спецназа для освобождения захваченных бандитами заложников в учреждениях уголовно-исполнительной системы. По словам генерала Геннадия Зайцева, операция в Сухуми «по праву считается классикой», и он не сомневается, что «на ее примере будут учиться многие поколения российского спецназа». За участие в этой операции  Сергеев был награждён орденом «За личное мужество».
В декабре 1992 года подполковник Сергеев назначен заместителем начальника 5-го отдела Управления по борьбе с коррупцией и контрабандой Министерства безопасности Российской Федерации, с 1995 года - 12-й отдел Управления экономической контрразведки ФСБ. Одной из серьезных операций, проведенных Управлением, была нейтрализация преступной деятельности и арест известного вора в законе, одного из главных наркобаронов России Павла Захарова по кличке «Паша Цируль».
С 1999 года полковник Сергеев возглавил  Службу специальных операций Центра специального назначения ФСБ под руководством генерала А.Е. Тихонова, одновременно являясь его заместителем.  Данный центр проводит различные операции по борьбе с терроризмом, уничтожению боевиков в Чеченской Республике и за её пределами. 24 апреля 2008 года Служба была преобразована в Управление «С» («Смерч») - для оперативно-боевого сопровождения оперативно-розыскной деятельности органов ФСБ. Поскольку перед УСО были поставлены новые задачи, его личный состав пополнялся, в том числе и за счет сотрудников «Альфы» и «Вымпела».
По данным на начало 2014 года, за пятнадцать лет своего существования сотрудники ЦСН ФСБ России самостоятельно или во взаимодействии с различными подразделениями провели множество оперативно-боевых мероприятий, в ходе которых изъято значительное количество оружия, боеприпасов, взрывчатых веществ, освобождены сотни захваченных боевиками заложников, обезврежены активные члены бандформирований, среди которых такие одиозные главари, как Салман Радуев, Арби Бараев, Аслан Масхадов, Раппани Халилов, Анзор Астемиров, эмиссары международной террористической организации «Аль-Каида» на Северном Кавказе Абу Умар, Абу Хафс, Сейф Ислам и другие.
Генерал-майор Сергеев оставался во главе УСО даже будучи тяжело больным. Руководство Центра специального назначения не сочло возможным увольнять в запас, пусть даже и с положенными в таких случаях почестями, заслуженного командира. Умер Алексей Викторович Сергеев 4 августа 2017 года, похоронен на Мемориале Спецназа России  Николо-Архангельского кладбища.

## Награды
СССР
- орден Красной Звезды (1989);
- орден «За личное мужество» (1990);
- медаль «За отвагу» (1986);
- медали;
- знак «Почётный сотрудник госбезопасности» (1989)

РФ
- орден «За заслуги перед Отечеством» III степени с мечами;
- орден «За заслуги перед Отечеством» IV степени с мечами;
- орден Мужества;
- орден «За военные заслуги»;
- медали.